# Erik Axelsson (Tott)
Erik Axelsson (Tott), född cirka 1415 i Danmark, död i februari eller mars 1481 på Viborgs slott i Viborg, var svensk riksföreståndare 1457 och 1466–1467 samt riksråd. Han var son till Axel Pedersson (Tott) och Ingeborg Ivarsdotter.

## Biografi
Erik Axelsson kom som ung till Sverige och hamnade i kung Karl Knutssons tjänst. Axelsson blev riksråd 1449 och fick 1450 Åbo län som förläning, men kort därefter istället Nyköpings län.
Då Karl Knutsson avsattes 1457 bytte Axelsson sida. På grund av sitt inflytande utsågs han tillsammans med ärkebiskop Jöns Bengtsson till riksföreståndare. Senare samma år bytte han emellertid ämbete och fick titeln hovmästare, en befattning som han fortsatte upprätthålla under Kristian I. Kristian gav honom Viborgs län i Finland 1457 och Tavastehus län 1462. 
Då Kristian I störtades 1464 fortsatte Axelsson att tillhöra unionspartiet och bidrog till Karl Knutssons tronavsägelse 1465. I syfte att öka sitt inflytande knöt han närmare förbindelser med svenska stormän och i september 1466, efter sitt bröllop med en dotter till Gustav Algotsson (Sture), utsågs han i oktober samma år åter till riksföreståndare. 
Erik Axelssons ämbetstid blev kort; redan i november 1467 avsade han sig befattningen. I början av sin ämbetstid försökte han hålla en medelväg mellan partierna, men på grund av de konflikter som uppstod mellan Axelssons bröder i Danmark och Kristian I, valde han att övergå till Karl Knutssons parti och medverkade till dennes tredje kungaval 1467. Hans härstamning och vacklande hållning gjorde att han inte fick det förtroende han behövde för att upprätthålla riksföreståndarämbetet.
År 1467 köpte Axelsson Tyska Ordens egendomar i Sverige, däribland Årsta slott, och begav sig sedan till Finland. Han var mycket upptagen av oroligheter vid gränsen mot Moskvariket och anlade 1475 Olofsborg. Han avstod Nyköpings län 1470.
Axelsson avled 1481 och är begravd i Aspö kyrka.